# Чад (озеро)
Чад  (араб. بحيرة تشاد, Канурі: Sádǝ,  фр. Lac Tchad) — безстічне прісноводне озеро, на стику чотирьох країн: Нігерії, Нігеру, Чаду та Камеруну в західній та центральній Африці відповідно, зі сточищем 1×106 км2 (390 000 миля2). Це важлива водно-болотна екосистема в Західній і Центральній Африці. 
Узбережжя озера багате на очерет і болота, а рівнина вздовж озера є родючою, що робить його важливою зрошуваною сільськогосподарською територією. Озеро багате на водні ресурси і є одним із важливих районів вирощування прісноводної риби в Африці.
Озеро Чад ділиться на глибшу південну частину та мілководнішу північну частину. 
Джерело води в озері в основному надходить з річок, таких як річка Шарі, які впадають в озеро. 
Рівень води сильно коливається по сезонах, різко змінюється і площа озера. 
Під час африканського вологого періоду площа озера Чад досягла 400 000 км². 
Через дедалі посушливіший клімат поверхня озера поступово зменшувалася. 
У  XIX столітті озеро Чад все ще мало площу 28 000 км².
Проте через зміну клімату та відведення води людиною озеро Чад значно зменшилося з середини 1970-х років, і його площа коливалася між 2000 і 5000 км².

## Передісторія та історія

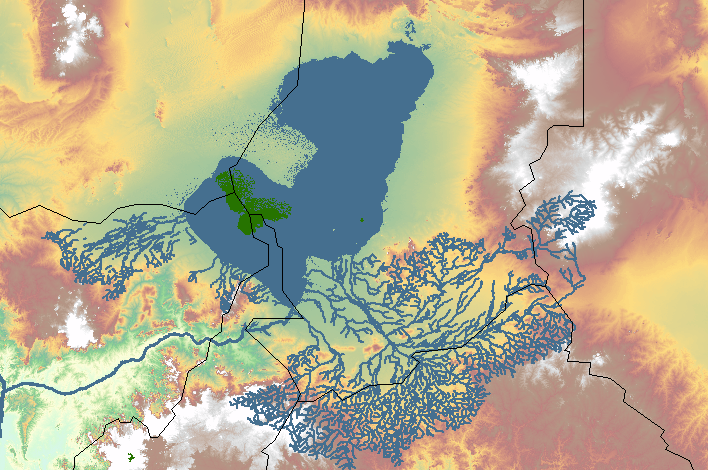
Озеро Чад в африканський вологий період (синім) і в ХХ столітті (зеленим)

Улоговина Чад утворилася на Африканській плиті. 

Дно басейну складається з докембрійського підмурівку, вкритого шаром завтовшки понад 3600 м осадових відкладень. 

Більшу частину четвертинного періоду басейн мав достатнє надходження води. 
Ближче до кінця цього періоду клімат став сухішим. 
Близько 20 000-40 000 рр. тому еоліанітові піщані дюни почали формуватися на півночі басейну. 
.
Район озера Чад пережив чотири періоди розквіту у 39 000 — 300 рр. до н. е., що залишило по собі потужну діатомітові та озерні відкладення. 
Цей етап розвитку озера має назву Мега-Чад. 
Максимальна глибина Мега-Чад перевищує 180 м і площу складала до 400 000 км², 
 
скидання надлишкової води відбувалось: Майо-Кеббі → Бенуе → Нігер до Атлантичного океану. 

Величезне озеро, що утворилося під час африканського вологого періоду, створило умови для виникнення поселень рибалок на березі озера, і носії ніло-сахарських мов мігрували до озера Мега-Чад у цей період. 
Сільське господарство також виникло в регіоні Сахель у цей час. 
 
До 1800 р. до н. е. виникла культура кераміки, відома як Гаджіганна, яка спочатку була скотарською, але приблизно з 1500 р. до н. е., носії культури оселилися в селах на березі озера 

Археологічні знахідки виявили дикі трави, в основному з родини Paniceae, і дикий рис, а також найдавніше одомашнене Pennisetum glaucum в регіоні озера Чад, яке датується 1200-1000 роками до нашої ери. 
Одне з найстаріших зерен одомашненого Pennisetum glaucum в Західній Африці було знайдено в басейні Чаду, обвуглене разом з дикими травами, і датовано 800-1000 років до нашої ери. 

Постійні села були засновані на південь від озера до 500 р. до н.е. 
, 
а основні археологічні відкриття стосуються культури Сао. 
 
Згідно із записами Клавдія Птолемея в середині ІІ століття нашої ери, римляни 1-го століття нашої ери вже мали контакт з населенням сточиша озера Чад через їхні зв'язки з Тунісом, Триполітанією та Феццаном. 
 
До V століття нашої ери верблюди використовувалися для транссахарської торгівлі через Феццан або на схід через Дарфур. 
 
Після того як араби завоювали Північну Африку в VII — VIII століттях, басейн Чаду став все більше пов'язаний з мусульманським світом. 

Торгівля й удосконалені технології сільського господарства створили складніші суспільства. 

Близько 900 року нашої ери народ канем, який говорив мовою канурі, об’єднав численні кочові племена та заснував імперію канем на північному сході озера Чад. 
На початку заснування країни народ канем продовжував жити кочовим життям до 11 століття, коли він був ісламізований і оселився в Німі. 
Завдяки транссахарській торгівлі могутність імперії Канем досягла свого піку в XIII столітті, але коли імперія занепала в XIV столітті, її південно-західна васальна держава Борну почала зростати, в результаті чого центр влади імперії перемістився до Борну близько 1400 р. 
У другій половині XVI століття імперія Борну почала імпортувати вогнепальну зброю з Північної Африки, зміцнюючи свою військову гегемонію. 
Імперія Борну занепала у XVIII столітті, а через повстання пастухів Фулані Борну втратив свій західний регіон і був завойований Францією наприкінці XIX століття. 

Через зростання інтересу до Африки серед європейських академічних і бізнес-товариств європейці в XIX столітті детально описали район озера Чад. 
Три наукові експедиції були проведені в 1898 і 1909 рр. 

За результатами Берлінської конференції в 1884 — 1885 рр. Африка була поділена між європейськими колоніальними державами. 
До другого десятиліття XX століття озеро Чад було колонізоване та окуповане Великою Британією, Францією та Німеччиною, визначивши кордони, які в основному залишаються недоторканими з нинішніми постколоніальними державами. 
 
На початку незалежності країни, що оточують озеро Чад, мали не тільки погану економічну основу, але також мали складні етнічні, релігійні та політичні конфлікти. 
Нігерія та Нігер, які щойно здобули незалежність, переживали безперервні перевороти, тоді як у Чаді також тривала громадянська війна. Неспроможність країн уздовж озера розглянути захист озера Чад призвела до низки екологічних проблем. 

## Географія

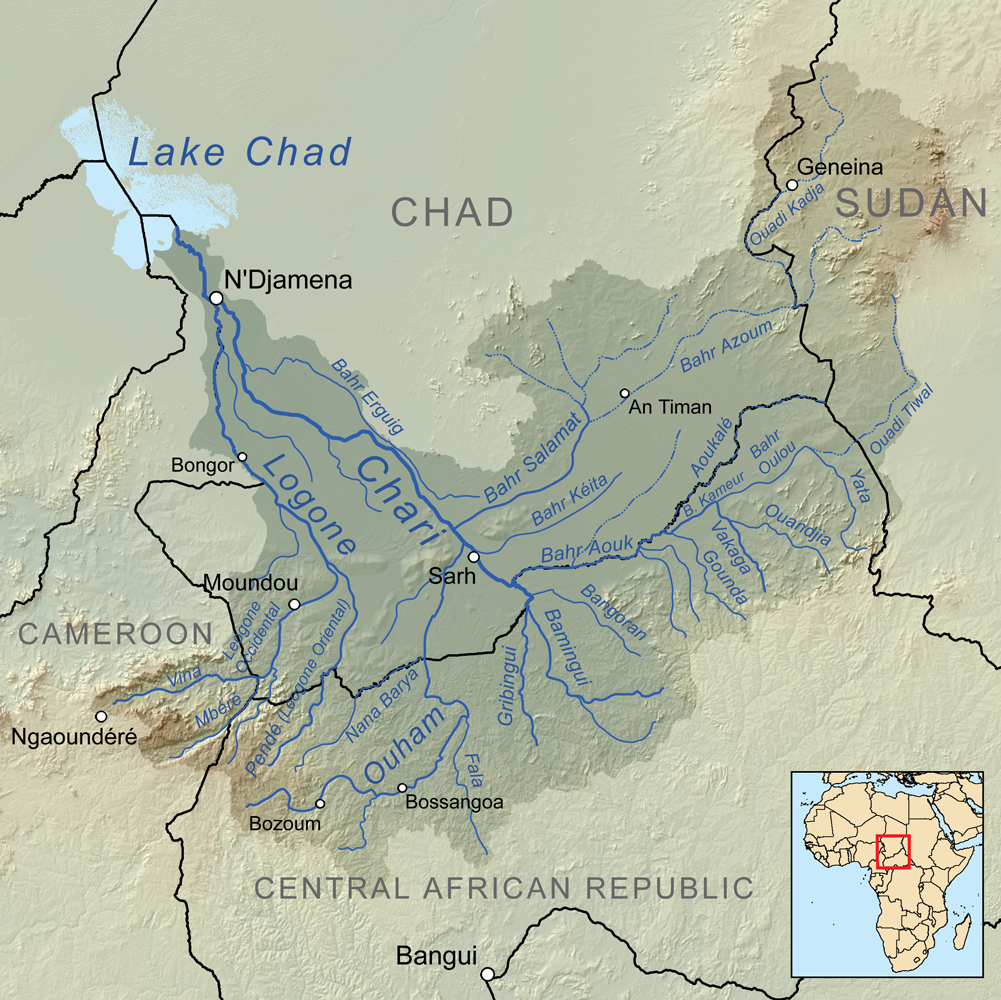
Мапа сточища річки Шарі

До сточища озера Чад входять Чад, Нігерія, Камерун, Нігер, Судан і Центральноафриканська Республіка. 
.
Це рифтовий басейн типу западини розлому розширення, який можна розділити на чотири вторинні структурні одиниці: південну западину, північну западину, центральне підняття та східний схил. 
Південна западина басейну характеризується на профілі асиметричним складним рифтом розломної западини з крутими схилами на сході та пологими схилами на заході та поширена на площині в напрямку NNW. 
По обидва боки басейну розвинені два великі розломи, що обмежують басейн, з розломом типу грабена та западиною посередині. 
Східна та західна сторони — зони пологих схилів, що мають малий кут нахилу. 
Східний приграничний розлом крутий з кутом падіння близько 55°, тоді як західний розлом має кут падіння близько 45°. 
Загальна товщина внутрішнього шару в зоні схилу відносно мала. 
У центральній частині басейну товщина осадових шарів велика, а товщина осадової центральної зони сягає понад 10 000 м. 
Північна частина басейну на профілі виглядає крутою на заході та пологою на сході. 
Із заходу на схід розвинулися п'ять структурних зон розломів, паралельних розломам, що обмежують басейн. 

Озеро Чад розділене на північну та південну частини неглибоким порогом, званим Великим бар'єром, з дном північної западини на висоті 275,3 м над рівнем моря і дном південної западини на висоті 278,2 м над рівнем моря. 
Коли рівень води на півдні перевищує 279 м над рівнем моря, вода тече на північ. 

На півдні суцільна відкрита акваторія в гирлі річки Шарі, а західна частина акваторії вкрита очеретяними болотами 
, 
піщані дюни, які не повністю занурені на сході, утворюють архіпелаг. 

Середня глибина південного озера становить 0,5 — 2 м, глибина північного озера становить 0 — 1,8 м, і біля східного архіпелагу становить 0 — 2 м. 
Клімат району озера Чад знаходиться під сильним впливом континентальних і морських повітряних мас. 
Морська повітряна маса влітку рухається на північ, утворюючи сезонні опади. 
Наприкінці літа знову панує континентальна повітряна маса. 

Середня річна кількість опадів у районі озера Чад становить 330 мм, середня річна кількість опадів становить 560 мм на південному березі та близько 250 мм на північному березі. 
Найвища температура в сезон дощів становить 30 °C, а найвища температура підіймається до 32 °C, коли в жовтні та листопаді починається сухий сезон. Різниця температур між днем і ніччю майже вдвічі перевищує температуру сезону дощів, а найнижча нічна температура іноді падає до 8°C у грудні та січні. 
Квітень зазвичай є найспекотнішим місяцем року, температура іноді досягає 40 °C, найнижчі рівні води спостерігаються в червні-липні, а найвищі — в листопаді-грудні, температура води на поверхні коливається від 19 до 32 °C. 

## Гідрологія

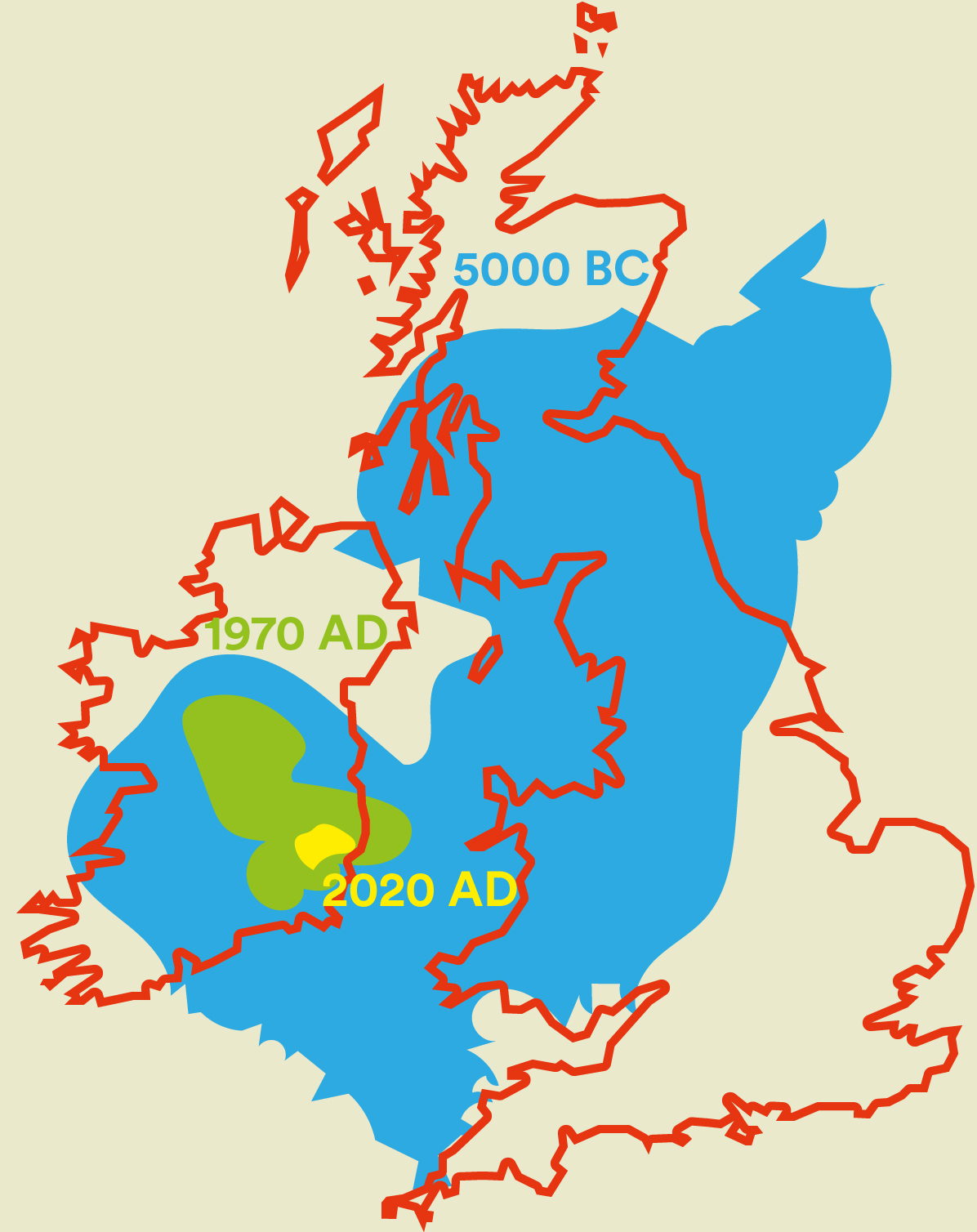
Зменшення озера Чад за останні 7000 років із контуром Британських островів для порівняння розмірів

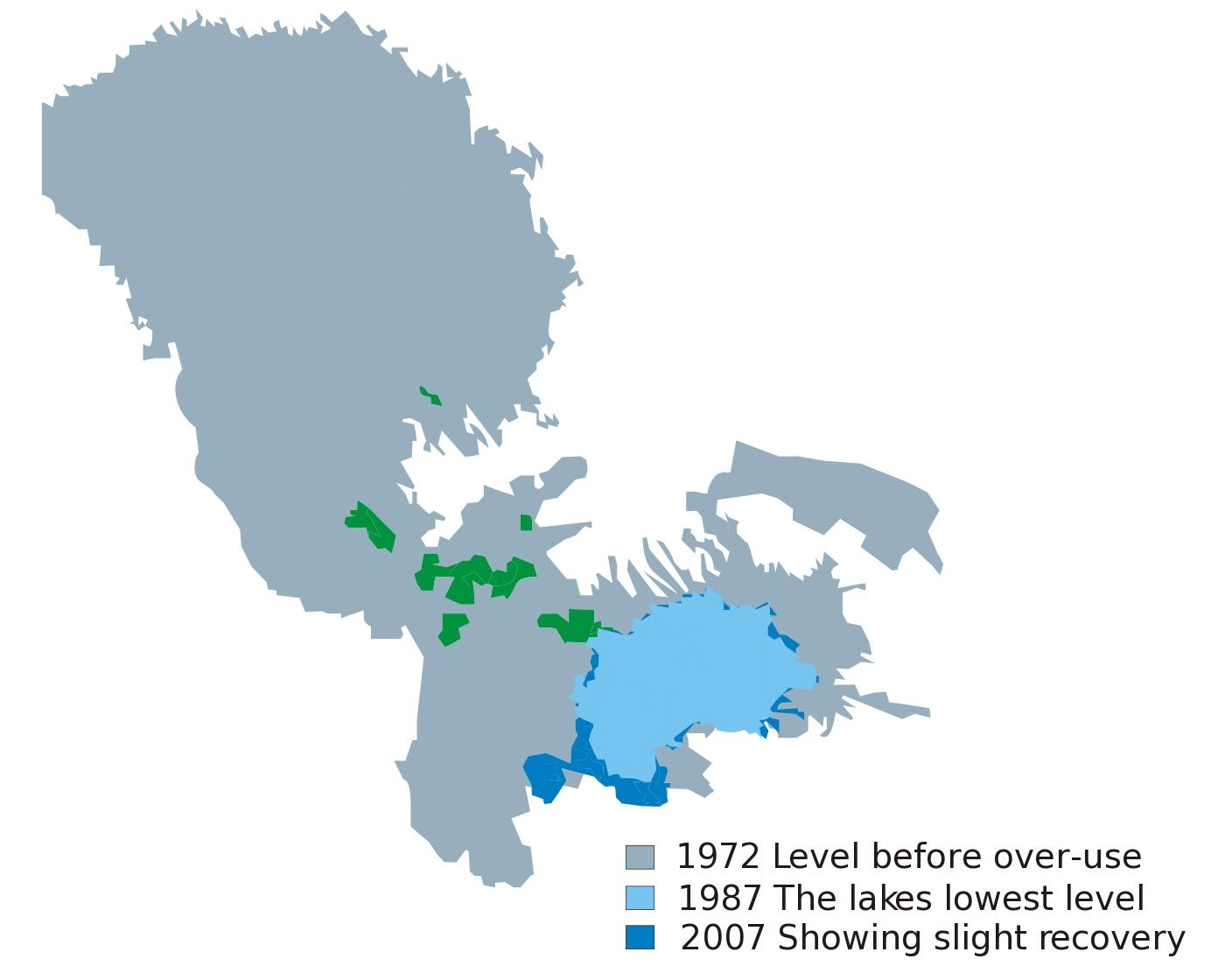
Озеро Чад 1972–2007

Басейн Чад займає площу приблизно 1×106 км2 (390 000 миля2), і живиться річками Шарі, Логон і Йобе. 
 
Водопостачання озера сезонне. 
Більша частина опадів випадає на плато Адамава на півдні сточища та транспортується до озера річками Шарі та Логон. 
На них припадає 95% загального притоку озера Чад, а на річку Йобе – менше 2,5%. 

Озеро просочується під землею до найнижчої точки басейну Чад, западини Боделе, приблизно за 480 км на північний схід від озера Чад, причому найглибша точка досягає висоти лише 155 м над рівень моря. 
Це забирає більшу частину солоності та підтримує низьку солоність озера Чад. 
Південно-західні води озера Чад є прісними, а вода на північному сході лише трохи солона. 

Об’єм води більшості великих озер Африки залежить від кількості опадів і випаровування, а це означає, що температура й опади мають вирішальне значення для регулювання водного балансу цих водойм, і будь-які коливання можуть спричинити значні зміни їх рівня та площі. 
 
Озеро Чад є мілководним внутрішнім озером, а кількість опадів у басейні Чад дуже чутлива до невеликих змін атмосферної циркуляції, тому на площу поверхні озера Чад сильно впливають зміни клімату. 

Сухий клімат через втрату рослинності внаслідок надмірного випасу худоби та вирубки лісів, а також масштабні іригаційні проекти, які відводять воду з річок, що живлять озеро, є основними причинами зменшення площі озера Чад. 

Північноатлантична осциляція та Ель-Ніньйо впливають на кількість опадів у регіоні Сахель. 
З початку 1960-х до середини 1980-х рівень води в озері знизився на 3 м порівняно із середнім рівнем в 1900 — 2010 рр. 
.
У 1870 році площа озера Чад становила приблизно 28 000 км². 
Озеро могло скидати надлишкову воду через Бахр-ель-Газаль під час сезону дощів. 
На рубежі XX століття площа озера Чад ненадовго скоротилася, а в середині XX століття досягла нового максимуму і знову дренувалось через Бахр-ель-Газаль. 

Велика посуха почалася в регіоні Сахель наприкінці 1960-х і завдала серйозної шкоди в 1972 і 1984 роках. 
Вважалося, що вона була пов'язана з втратою рослинності, глобальним потеплінням і аномаліями температури поверхні моря. 
  
Протягом цього періоду площа озера Чад значно зменшилася і коливалася в діапазоні від 2000 до 5000 км². 

З червня 1966 р. по січень 1973 р. площа озера Чад скоротилася з 22 772 до 15 400 км², 

далі скоротилася до 4 398 км² в 1975 р. 

і лише 1 756 км² у лютому 1994 року. 

Відтоді площа озера Чад увійшла до відносно стабільної стадії із невеликим збільшенням. 

У 1995 — 1998 рр. вона коливалася в діапазоні 1200 — 4500 км². 
Акваторія досягла 5075 км² у 2000 році, 

а середня площа акваторії у 2013 — 2016 рр. становила близько 1876 км², причому найбільша площа становила 2231 км² у липні 2015 р.